# Catherine Mahugu
Catherine Mahugu (Quênia, 1988) é uma empreendedora queniana que criou empresas para permitir que os produtores vendessem os seus produtos diretamente ao consumidor. A sua primeira empresa, a Soko, envolvia produtos feitos à mão, como joias, e a sua segunda empresa, a Chiswara, vendia café queniano. Ela recebeu diversas bolsas e foi incluída nas listas Forbes 30 under 30 e BBC 100 Women.

## Vida
Catherine Mahugu estudou ciência da computação porque queria ser mulher em STEM. Marketing e comunicação eram vistos como assuntos mais apropriados, mas ela os rejeitou. No início da sua carreira, ela esteve envolvida com aplicações para ajudar as pessoas a encontrar água potável e, em segundo lugar, para ajudar pessoas com deficiência a ler. Ela havia trabalhado com estudantes da Universidade de Stanford.
Ela trabalhou com Gwendolyn Floyd e Ella Peinovich para criar um site e aplicativo de comércio eletrônico. Eles tinham visto artesãos passando um dia no mercado Maasai tentando vender suas criações com pouco ou nenhum retorno. Eles pensaram que poderiam melhorar esse modelo de negócios. A aplicação que criaram permite aos utilizadores vender as suas joias feitas à mão e receber uma parte do preço de venda. Os problemas não eram apenas software e financiamento, mas também cultura. A infraestrutura necessária para entregar e recolher bens e pagamentos não estava universalmente disponível, garantida ou confiável no Quênia. A empresa teve de empregar pessoas localmente para colmatar as lacunas de infraestrutura e aumentar a confiança dos seus clientes no comércio eletrônico.
Catherine Mahugu fez parte da lista de 30 abaixo de 30 mulheres da BBC, em 2015. E também esteve na lista 30 com menos de 30 anos da Forbes. Ela acredita que isso se deve ao fato de não estabelecer limites para si mesma.
Em 2023, ela participou do oitavo Fórum Mundial de Investimentos da UNCTAD, em Dubai. Lá ela estava falando sobre outro negócio chamado Chiswara, que permite aos consumidores comprar café diretamente de quem o produz.

## Palestras
Mahunga recebeu diversas bolsas e convites para palestrar em eventos organizados pelo Banco Mundial, BBC, Universidade de Harvard, The Economist e The Financial Times.